# Forumul Democrat al Germanilor din România

Logo-ul FDGR/DFDR în limba germană

Logo dual cu acronimele/abrevierile forumului în română și germană

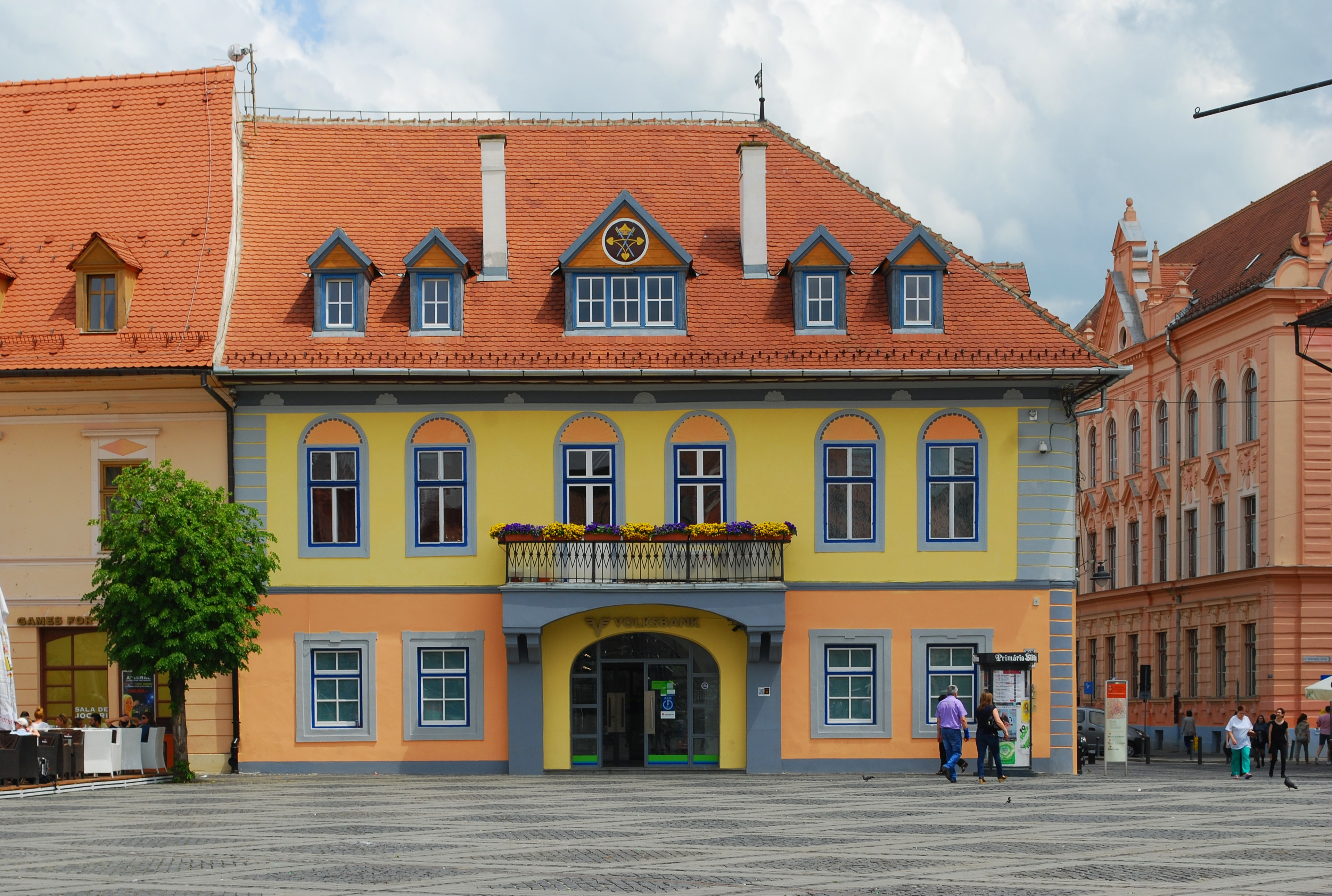
Casa Lutsch din Sibiu, sediul FDGR/DFDR din Sibiu (Hermannstadt)

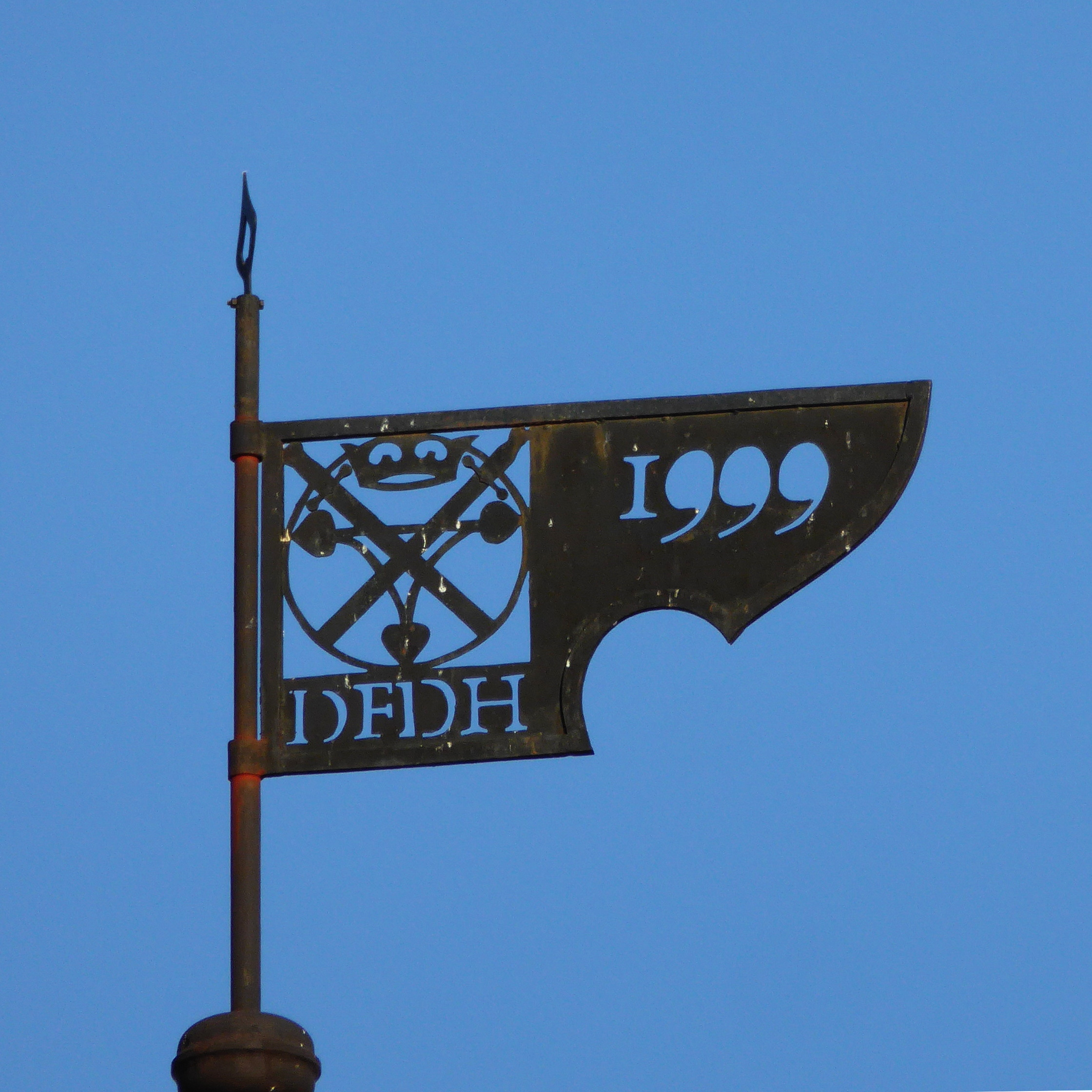
Sigla filialei Sibiu a Forumului Democrat German, cu acronimul DFDH (Demokratisches Forum der Deutschen in Hermannstadt)

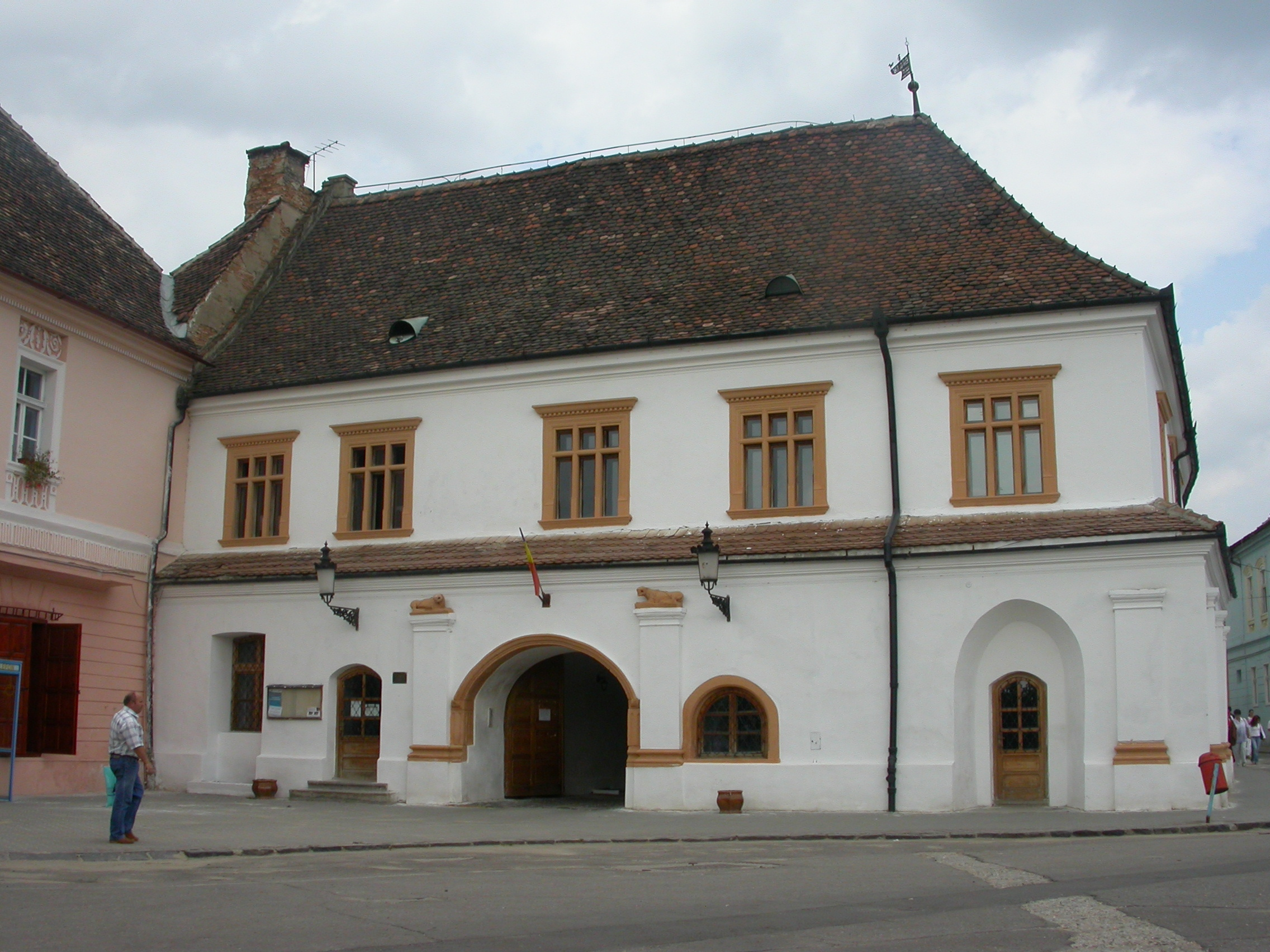
Casa Schuller din Mediaș, sediul FDGR/DFDR din Mediaș (Mediasch)

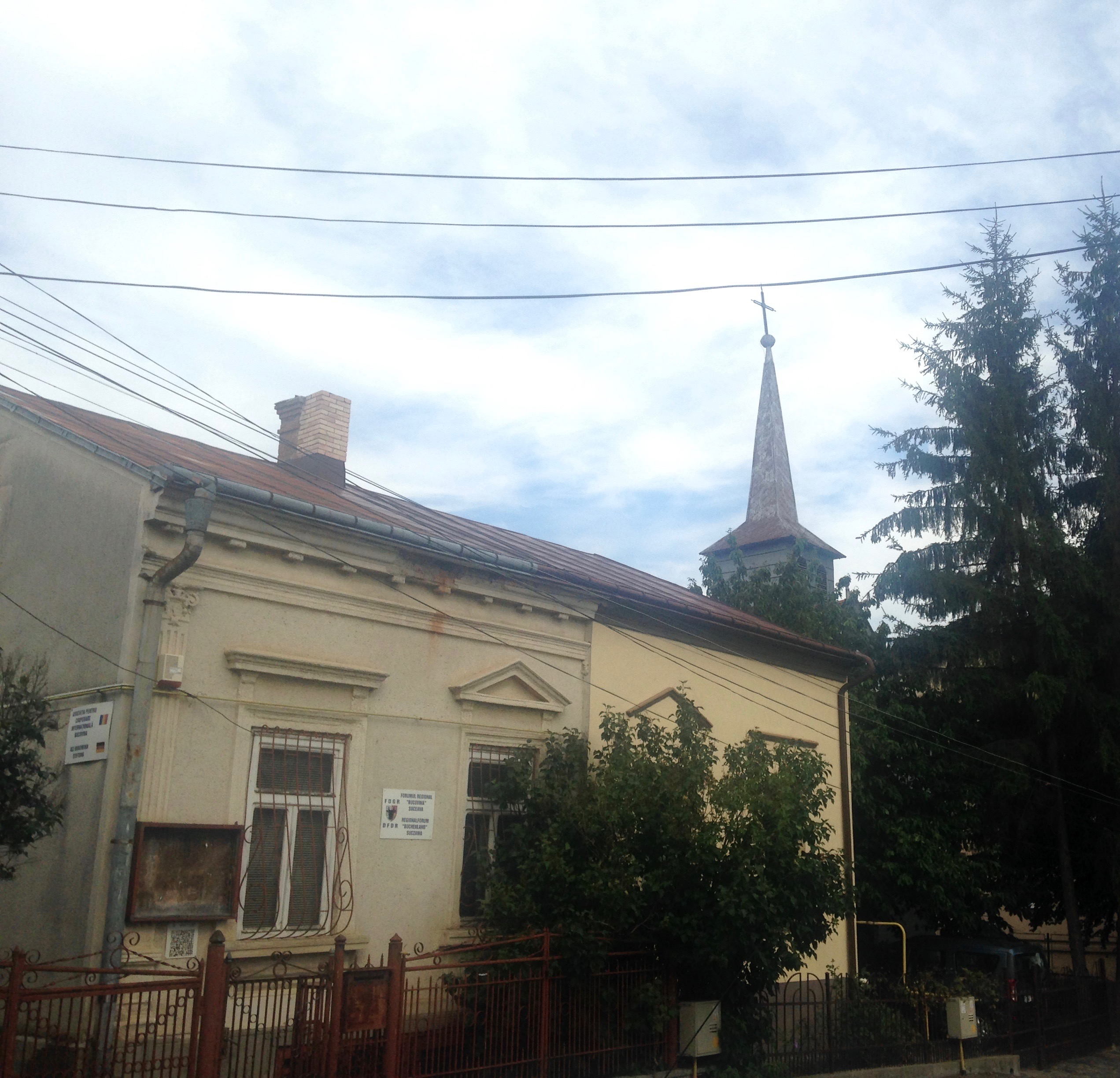
Sediul FDGR/DFDR din Suceava (Suczawa)

Forumul Democrat al Germanilor din România (FDGR) (în germană Demokratisches Forum der Deutschen in Rumänien, DFDR) este o asociație/organizație a minorității germane din România, recunoscută de Guvernul României prin Hotărârea de Guvern (HG) nr. 599 din 4 iunie 2008 ca fiind de utilitate publică, care promovează interesele și drepturile minorității germane din România. Forumul German a fost înființat în timpul Revoluției Române din 1989. În virtutea legii partidelor asociația poate participa la viața politică din România și poate propune candidați la nivel politic local și parlamentar. Totodată, la alegerile prezidențiale din 2014 și la alegerile prezidențiale din 2019 FDGR/DFDR a susținut candidatura lui Klaus Iohannis. Din 1990 până în prezent FDGR/DFDR are un reprezentant în Camera Deputaților. De asemenea, de-a lungul timpului, FDGR/DFDR a obținut mandate de primari, consilieri locali, municipali sau județeni în Transilvania (în special în județele Sibiu și Brașov), Banat (mai precis în județele Timiș și Caraș-Severin) și Crișana (mai precis județul Arad). Deși este o platformă politică de reprezentare pentru comunitatea germană din România, Forumul Democrat al Germanilor din România (FDGR/DFDR) a devenit popular la nivel politic local și printre mulți români din Transilvania și Banat de-a lungul timpului de asemenea.

## Președinții FDGR/DFDR (1990–prezent)
| Nr. | Nume (născut–decedat)               | Imagine | Începutul mandatului | Sfârșitul mandatului | Durata mandatului           |
| --- | ----------------------------------- | ------- | -------------------- | -------------------- | --------------------------- |
| 1   | Thomas Nägler (1939–2011)           |         | 1990                 | 1992                 | c. 2 ani                    |
| 2   | Paul Philippi (1923–2018)           |         | 1992                 | 1998                 | c. 6 ani                    |
| 3   | Eberhard Wolfgang Wittstock n. 1948 |         | 1998                 | 2002                 | c. 4 ani                    |
| 4   | Klaus Iohannis n. 1959              |         | 2002                 | 2013                 | c. 11 ani                   |
| 5   | Paul-Jürgen Porr n. 1951            |         | 2013                 | prezent              | c. 11 ani (până în prezent) |

## Colaborări politice
Istoric, în cadrul alegerilor locale și la nivel politic local, Forumul Democrat al Germanilor din România (FDGR/DFDR) a colaborat cu anumite partide din partea de centru-dreapta respectiv dreapta a spectrului politic din țară, mai precis Partidul Național Liberal (PNL), Partidul Național Țărănesc Creștin Democrat (PNȚCD), actualmente de asemenea și cu Uniunea Salvați România (USR), mai ales la Timișoara (germană Temeschwar/Temeschburg) și Brașov (germană Kronstadt) respectiv, candidând în alianțe cu acestea, e.g., alături de Alianța Dreapta Unită (ADU) în cele două orașe anterior menționate.

## Reprezentarea parlamentară

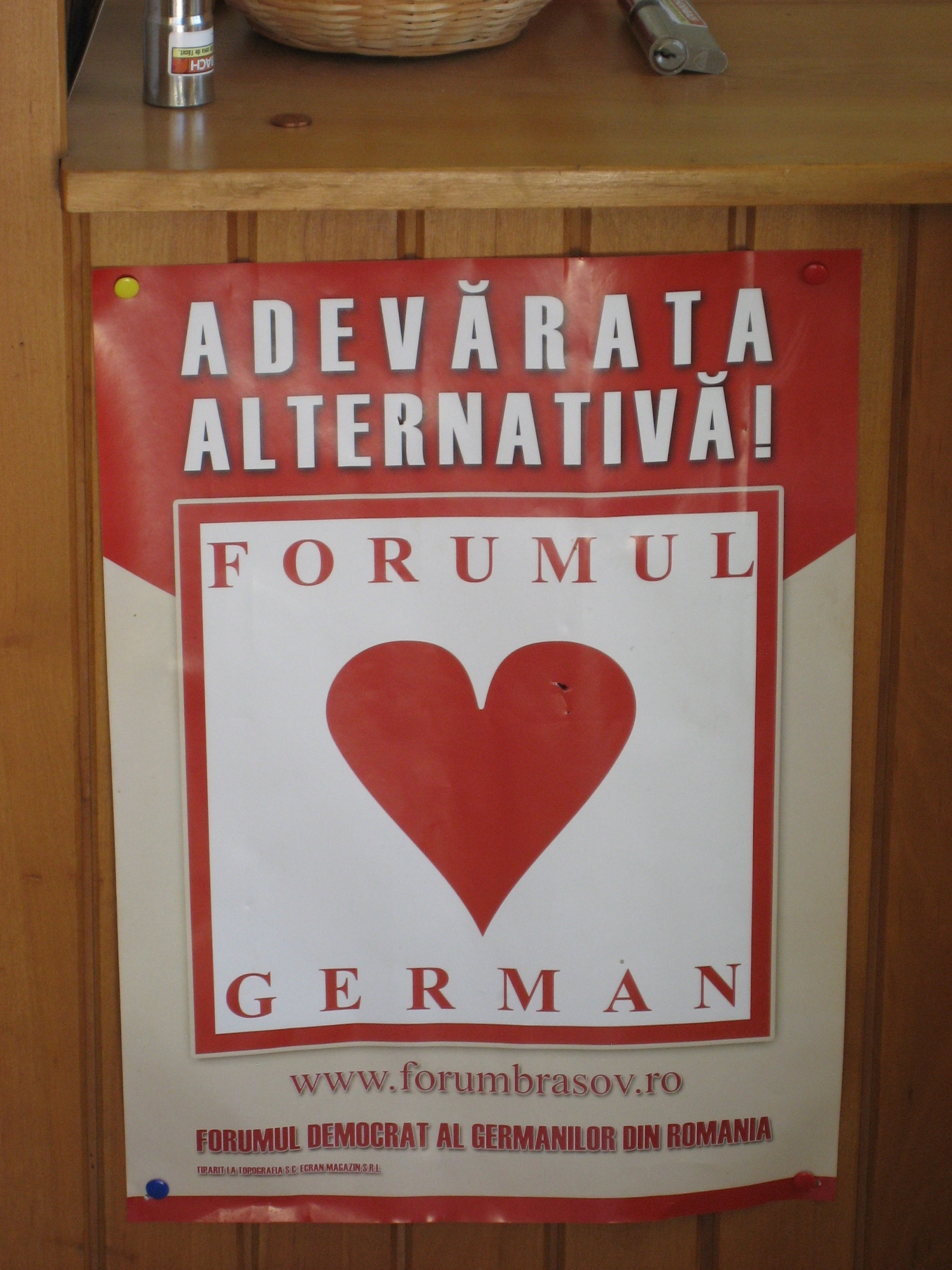
Afiș electoral FDGR/DFDR în Brașov (Kronstadt, dialectul săsesc Kruhnen)

Legislația electorală le acordă dreptul tuturor celor 20 de minorități etnice naționale recunoscute oficial în România la un reprezentant în Camera Deputaților. Condiția este ca organizația să participe la alegeri și să obțină numărul minim de voturi menționat în lege. Forumul Democrat al Germanilor din România (FDGR/DFDR) a fost reprezentat constant din 1990 doar de un singur deputat în Parlamentul României.

## Istoric electoral (1990–prezent)

### În cadrul alegerilor legislative/parlamentare
Indiferent de scorul electoral pe care l-a obținut în cadrul oricăror alegeri parlamentare/legislative din România din 1990 până în prezent (satisfăcând cele două condiții necesare de a candida precum și de a obține numărul minim de voturi menționate în lege), la fel ca vasta majoritate a formațiunilor politice ale minorităților etnice naționale (singura excepție fiind Uniunea Democrată Maghiară din România, UDMR/RMDSZ, care obține scoruri electorale mai mari decât celelalte formațiuni electorale ale minorităților etnice din România, având astfel un bazin electoral mai mare), FDGR/DFDR are dreptul legal și a obținut doar un reprezentant constant în cadrul Camerei Deputaților (i.e., un mandat de deputat pentru fiecare legislatură din istoria post-decembristă a țării), cameră a Parlamentului României unde a candidat constant din anii '90 până în prezent. Pentru alegerile legislative/parlamentare din 1990 și 1992, FDGR/DFDR a candidat și la Senat de asemenea, dar a obținut rezultate electorale foarte modeste, mai precis 19,105 voturi în 1990 (sau 0,14%) respectiv 588 de voturi în 1992, astfel fără niciun mandat de senator câștigat.
| An   | Voturi | Schimbare | Procente (%) | Schimbare | Mandate în Camera Deputaților | Sibiu | Brașov | Timiș | Satu Mare | Arad  | Caraș-Severin |
| ---- | ------ | --------- | ------------ | --------- | ----------------------------- | ----- | ------ | ----- | --------- | ----- | ------------- |
| 1990 | 38.768 | N/A       | 0,3%         | N/A       | 1 / 395                       | 5,9%  | 1,8%   | 1,6%  | N/A       | 0,8%  | N/A           |
| 1992 | 34.471 | ▼         | 0,2%         | ▼         | 1 / 341                       | 3,7%  | 1,2%   | 1,7%  | 1,0%      | 0,5%  | 1,9%          |
| 1996 | 23.888 | ▼         | 0,2%         | ▬         | 1 / 343                       | 1,4%  | 1,1%   | 0,5%  | 0,2%      | 0,8%  | 0,8%          |
| 2000 | 40.844 | ▲         | 0,4%         | ▲         | 1 / 345                       | 8,9%  | 0,8%   | 1,8%  | 0,7%      | 0,5%  | 0,7%          |
| 2004 | 36.166 | ▼         | 0,4%         | ▬         | 1 / 332                       | 10,7% | 0,6%   | 0,9%  | 0,5%      | 0,5%  | 0,5%          |
| 2008 | 23.190 | ▼         | 0,3%         | ▼         | 1 / 334                       | 4,3%  | 0,7%   | 1,0%  | 0,4%      | 0,5%  | 0,5%          |
| 2012 | 39.175 | ▲         | 0,5%         | ▲         | 1 / 412                       | 8,1%  | 1,8%   | 1,1%  | 0,8%      | 0,7%  | 0,6%          |
| 2016 | 12.375 | ▼         | 0,2%         | ▼         | 1 / 329                       | 1,8%  | 0,6%   | 0,5%  | 0,4%      | 0,2%  | 0,3%          |
| 2020 | 7.582  | ▼         | 0,12%        | ▼         | 1 / 330                       | 0,96% | 0,38%  | 0,33% | 0,52%     | 0,19% | 0,16%         |
| 2024 | 8.577  | ▲         | 0,09%        | ▼         | 1 / 330                       | 1,08% | 0,2%   | 0,21% | 0,45%     | 0,15% | 0,15%         |

#### Lista deputaților FDGR/DFDR (1990–prezent)
- Ingmar Brandsch (1990–1992);
- Eberhard Wolfgang Wittstock (1992–1996; 1997–2004);
- Werner Horst Brück (1996–1997);
- Ovidiu Victor Ganț (2004–prezent).

### În cadrul alegerilor locale

#### Istoricul rezultatelor pentru alegerile locale (1996–prezent)
| An   | Nivel național | Nivel național | Nivel național | Nivel național | Nivel național | Sibiu   | Brașov | Timiș  | Arad   | Caraș-Severin |
| An   | Voturi         | Schimbare      | Procente (%)   | Schimbare      | Mandate        | Sibiu   | Brașov | Timiș  | Arad   | Caraș-Severin |
| ---- | -------------- | -------------- | -------------- | -------------- | -------------- | ------- | ------ | ------ | ------ | ------------- |
| 1996 | 18.568         | N/A            | 0,21%          | N/A            | 4 / 1642       | 1 / 39  | 0 / 41 | 1 / 45 | 1 / 39 | 1 / 39        |
| 2000 | 21.882         | ▲              | 0,26%          | ▲              | 4 / 1718       | 4 / 39  | 0 / 41 | 0 / 45 | 0 / 39 | 0 / 39        |
| 2004 | 76.843         | ▲              | 0,84%          | ▲              | 11 / 1436      | 11 / 33 | 0 / 35 | 0 / 37 | 0 / 33 | 0 / 31        |
| 2008 | 46.872         | ▼              | 0,56%          | ▼              | 9 / 1393       | 9 / 32  | 0 / 34 | 0 / 36 | 0 / 32 | 0 / 30        |
| 2012 | 62.528         | ▲              | 0,64%          | ▲              | 11 / 1393      | 9 / 32  | 2 / 34 | 0 / 36 | 0 / 32 | 0 / 30        |
| 2016 | 42.652         | ▼              | 0,51%          | ▼              | 10 / 1436      | 8 / 33  | 2 / 35 | 0 / 37 | 0 / 33 | 0 / 31        |
| 2020 | 24.333         | ▼              | 0,34%          | ▼              | 5 / 1340       | 5 / 32  | 0 / 34 | 0 / 34 | 0 / 32 | 0 / 30        |
| 2024 | 23.053         | ▼              | 0,29%          | ▼              | 5 / 1340       | 5 / 32  | 0 / 34 | 0 / 34 | 0 / 32 | 0 / 30        |

#### Reprezentarea în administrația locală
FDGR/DFDR a participat la toate alegerile organizate în România după 1989, obținând rezultate notabile la alegerile locale începând cu anul 2000. Încă din acest an, Sibiul a avut primar propus de FDGR/DFDR. În 2004, forumul a obținut 60,43% din voturile pentru Consiliul Local al Municipiului Sibiu. Între anii 2004 și 2008, FDGR/DFDR a avut primari în municipiul Mediaș (germană Mediasch) și în orașul Cisnădie (germană Heltau) cât și în mai multe comune din județul Satu Mare (germană Kreis Sathmar). La alegerile din 2008, a câștigat mandatele de primar în orașul Cisnădie și orașul Avrig (germană Freck), în 7 comune din județul Satu Mare și într-o comună în județul Caraș-Severin.
Din anul 2004 până în 2012, reprezentantul FDGR/DFDR, Martin Bottesch, a ocupat funcția de președinte al Consiliului Județean Sibiu. Între 2004 și 2008, organizația a avut 11 consilieri județeni, fiind cea mai puternică grupare în consiliu, în condițiile în care minoritatea germană reprezintă doar 1% din populația județului.

#### Rezultatele alegerilor locale din 2012
La alegerile locale din 10 iunie 2012, FDGR/DFDR a obținut 9 mandate de primari și 15 din cele 23 de mandate de consilieri locali. În Sibiu (germană Hermannstadt), Klaus Iohannis a fost reales pentru al patrulea mandat de primar cu 77,9% din voturi iar în Avrig (germană Freck) a fost reales ca primar Arnold Günter Klingeis.
În județul Satu Mare, FDGR/DFDR a obținut 7 mandate de primari. Mihai Löchli a fost ales primar al comunei Ciumești, Imre Sütö în comuna Cămin, Gheorghe-Otto Marchis în comuna Petrești, Gabor Fezer în comuna Tiream, Ioan Zoltan Kardosi în comuna Sanislău, Iosif Mellau în comuna Urziceni și Gheorghe-Nicolae Gyákon în Turulung.
La nivelul consiliilor județene, FDGR/DFDR a obținut 9 mandate de consilieri în județul Sibiu și 2 în județul Brașov. De asemenea, FDGR/DFDR a mai obținut 72 mandate în consiliile orășenești și comunale din județele Sibiu, Brașov, Satu Mare, Timiș, Caraș-Severin și Bihor.

#### Rezultatele alegerilor locale din 2016
La alegerile locale din 5 iunie 2016, FDGR/DFDR a obținut 5 mandate de primari și 7 mandate de viceprimari (2 în județul Sibiu și 5 în județul Satu Mare). În Sibiu a fost aleasă ca primar Astrid Fodor iar în județul Satu Mare, au fost realeși Imre Sütö (Cămin), Ioan Zoltan Kardosi (Sanislău), Iosif Mellau (Urziceni) și Gheorghe Gyakon (Turulung). La nivelul consiliilor județene, FDGR/DFDR a obținut 8 mandate de consilieri în județul Sibiu și 2 în județul Brașov. Începand cu 12 februarie 2018, reprezentantul FDGR/DFDR, Christine Manta-Klemens, ocupă funcția de vicepreședinte al Consiliului Județean Sibiu.
FDGR/DFDR a obținut 25 de mandate în consiliile municipale și orășenești, și anume, 16 în județul Sibiu (12 în Sibiu, 3 în Avrig și 1 în Cisnădie), 6 în județul Brașov (2 în Brașov, 3 în Făgăraș și 1 în Rupea), 1 în județul Arad (Sântana) și 2 în județul Timiș (în Buziaș și Deta). De asemenea, FDGR/DFDR a mai obținut 56 mandate în consiliile comunale din județele Satu Mare (45), Brașov (7), Timiș (2), Bihor (1) și Sibiu (1).

#### Rezultatele alegerilor locale din 2020
La alegerile locale din 27 septembrie 2020, FDGR/DFDR a obținut 5 mandate de primari (1 în județul Sibiu și 4 în județul Satu Mare). În Sibiu/Hermannstadt, a fost realeasă ca primar Astrid Fodor, iar în județul Satu Mare au fost realeși Imre Sütő (Cămin), Ioan Zoltan Kardosi (Sanislău), Gheoghe Gyakon (Turulung) și a fost ales ca primar Marchis Gheorghe Otto (Petrești). La nivelul consiliilor județene, FDGR/DFDR a obținut 5 mandate de consilieri în județul Sibiu. De asemenea, FDGR/DFDR a obținut 68 de mandate de consilieri locali, 39 în județul Satu Mare, 13 în județul Sibiu, 10 în județul Brașov, 4 în județul Timiș și câte 1 în județele Arad și Maramureș.

#### Rezultatele alegerilor locale din 2024
Pentru alegerile locale din 2024, Forumul Democrat al Germanilor din România (FDGR/DFDR) a câștigat 5 mandate de primari, 5 mandate de consilieri județeni precum și 53 de mandate de consilieri locali, dintre care 40 în Satu Mare, 9 în Sibiu, 2 în Timiș și 2 în Brașov (FDGR a făcut parte din Alianța Uniți pentru Brașov și a obținut astfel un loc în consiliul local).

## Politicieni notabili ai FDGR/DFDR
- Klaus Iohannis - primar al municipiului Sibiu (germană Hermannstadt) din 2000 până în 2014, Președintele României (2014–prezent)
- Astrid Fodor - primar al municipiului Sibiu (germană Hermannstadt) din 2014 până în prezent
- Martin Bottesch - președintele Consiliului Județean Sibiu între 2004 și 2012
- Wilhelm Fabini - artist plastic sas
- Arnold Günter Klingeis - fost primar al orașului Avrig (germană Freck)

## Foști membrii notabili ai FDGR/DFDR
- Thomas Nägler - fost președinte al FDGR/DFDR (primul președinte)
- Paul Philippi - fost președinte al FDGR/DFDR (al doilea președinte)
- Daniel Thellmann - primarul municipiului Mediaș (germană Mediasch)
- Hermann Fabini - fost membru în comitetul de conducere al FDGR/DFDR în anii 1990[8]
- Johann Krech - fost primar în Cisnădie (germană Heltau)[9]